# Imrikovics György
Imrikovics György (Nagyszombat (Pozsony megye), 1696. szeptember 8. – Zsolna, 1771. november 29.) Jézus-társasági áldozópap.

## Élete
17 éves korában lépett a rendbe; miután a négy fogadalmi évet kitöltötte, Selmecen volt két évig hitszónok; azután ötig hittérítő Magyarország több helyén, négyig várőrségi lelkész a Pálfi-ezredben. Két évig Zsolnán működött, azután Budán a vízivárosi rendházban házfőnök, Kőszegen vicerektor, Trencsénben hat évig rektor és a novíciusok mestere, három évig a rendkormányzó mellett alkalmazták, háromig főnök, Kőszegen rektor szintén három évig, végül a zsolnai rendház főnöke volt.

## Munkái
- Musae peregrinae. Cassoviae, 1722 (költemény)
- Comitia sapientiae. Uo. 1723
- Laudatio panegyrica Divo Ivoni...
- Mariae Matris et Virginis primi conceptus momenti innocentia vindicata. Oratio. Tyrnaviae, 1725